# 喬潘答剌罕
喬潘答剌罕(?-?)，是西突厥汗國派往屬部可薩人的王子步利設的將領，被亞美尼亞史家形容為嗜血和惡劣。
西突厥汗國和拜占廷帝國在第比利斯打敗波斯薩珊王朝軍隊後，他被派到亞美尼亞繼續作戰，伏擊並消滅了波斯將領沙赫里巴拉茲的10000個騎兵，並佔領了部分亞美尼亞。